# Jimmie Åkesson
Per Jimmie Åkesson (født 17. maj 1979 i Ivetofta, Skåne län) er en svensk politiker, der siden 2005 har været formand for Sverigedemokraterna. Siden 1998 har han været medlem af kommunalbestyrelsen i Sölvesborgs kommun. Åkesson har læst statskundskab ved Lunds Universitet.

## Biografi
Jimmie Åkesson voksede op i Valje i Sölvesborgs kommun i Blekinge län. 

### Begyndende politisk karriere
Efter at have været medlem i Moderata Ungdomsförbundet i en periode, angiveligt ikke på grund af deres politik men mere af sociale grunde, meldte han sig i 1995 ind i Sverigedemokraterna. Engagementet i rigspolitikken blev indledt i 1997, da han blev valgt til medlem af partiledelsen. Siden det har han haft flere tillidshverv, blandt andet inden for partiets PR-enhed og som leder for programkomiteen. Efter valget i 1998 var han med til at genopbygge Sverigedemokratisk Ungdom, hvor han først blev næstformand, der efter formand 2000–2005. Han har siddet i Sölvesborg kommunalbestyrelse siden 1998.

### Partileder for Sverigedemokraterna
Efter indre stridigheder i Sverigedemokraterna blev Åkesson foreslået af valgkomiteen som ny partileder i 2005. Ved årsmødet den 7. maj 2005 vandt Åkesson over den tidligere partileder Mikael Jansson med stemmetallet 91–50. Åkesson var fra og med sommeren 2005 heltidsansat som partileder. Før han blev politiker på heltid, studerede han blandt andet statsvidenskab, forskningspolitik, forvaltningsret, økonomisk historie, filosofi, nationaløkonomi og samfundsgeografi ved Lunds universitet.

### Islamkritisk debatindlæg
Den 19. oktober 2009 offentliggjorde Aftonbladet et islamkritisk indlæg af Jimmie Åkesson på sin debatside. Debatartiklen hævdede, at forskellige aspekter af islam var det "största utländska hotet mot Sverige sedan andra världskriget." Aftonbladets redaktion havde givet artiklen overskriften "Muslimerna är vårt största utländska hot". Debatartiklen vakte megen opmærksomhed. Jimmie Åkesson mødte næringsministeren og vicestatsminister Maud Olofsson i en direkte sendt debat på SVT i anledning af debatartiklen. Centrum mot rasism anmeldte artiklen som hets mod folkegruppe, men de fik ikke medhold i, at indholdet i artiklen var det, og det blev besluttet ikke at indlede en forundersøgelse. Opinionsmålerne United Minds og Synovate konstaterede i deres respektive opinionsmålinger i oktober måned, at Åkessons debatartikel fik Sverigedemokraternas støtte hos vælgerne til at vokse.
I februar 2010 refererede tidsskriftet DSM en undersøgelse, som viste, at Jimmie Åkesson var Sveriges niende vigtigste opinionsdanner i løbet av 2009, i henhold til ca. 150 af Sveriges lederskribenter, debatredaktører, kronikører og samfundsdebattanter.

### Rigsdagsmedlem
I riksdagsvalget 2010 var Åkesson på førstepladsen på Sverigedemokraternas riksdagsliste. Partiets fremgang ved valget resulterede i, at Åkesson blev valgt ind i Riksdagen fra valgkredsen for Jönköpings län på plads nummer 326. Som nyvalgt rigsdagsmedlem blev Åkesson medlem i Krigsdelegationen.

## Privat
Åkesson er samboende med SD-politikeren Louise Erixon, datter af riksdagsmedlem Margareta Sandstedt. Parret har en søn sammen (født 2013).